# Super Junior
Súper Júnior (кор. 슈퍼주니어, яп. スーパージュニア; стилізується як SJ або SUJU) — південнокорейський музичний гурт. Заснований музичною агенцією SM Entertainment у 2005 році, тоді гурт складався з дванадцяти учасників. Лідером гурту став Ітик. Решта учасників — Хічоль, Ханґьон, Єсон, Канін, Шиндон, Сонмін, Инхьок, Донхе, Сі Вон, Рьоук та Кібум. Кюхьон приєднався до гурту у 2006 році.
Міжнародну популярність гурт здобув після релізу синглу «Sorry, Sorry» у 2009 році. Окрім основного складу, гурт було поділено на декілька підгруп, щоб урізноманітнити музичний стиль та завоювати більшу аудиторію.
Super Junior здобули тринадцять нагород на Mnet Asian Music Awards, шістнадцять на Golden Disk Awards, та стали другим музичним гуртом, який переміг у номінації «Favorite Artist Korea» на MTV Asia Awards у 2008 році (першим був jtL у 2003 році). 2012 року вони були номіновані, як «Best Asian Act» у MTV Europe Music Awards, а 2015 здобули перемогу у номінаціях «International Artist» and «Best Fandom» на Teen Choice Awards.

## Кар'єра

### 2000—2005: Набір учасників та дебют гурту
З дебюту бойс-бенду DBSK в 2003 році пройшло не так багато часу, як по Інтернету стали поширюватися чутки, що Лі Суман формує новий хлопчачий гурт. На початку 2005 року Лі Суман офіційно підтвердив чутки і заявив, що це буде гурт з 12 осіб, вони дебютують наприкінці року, і представив їх як «Ворота на сцену Азії». Суман зазначив, що, на відміну від інших поп-гуртів, у членів яких не було ніякого досвіду до дебюту, учасники нового гурту були обрані на основі вже існуючих успіхів на акторському, телевізійному і модельному терені. Також Суман заявив, хоч і вельми розпливчасто, що це буде гурт не з постійними учасниками, а з щорічною зміною складу.
Якийсь час ходили чутки, що майбутній гурт називатиметься «OVER» («Over the Voice for Each Rhythm»), проте до того, як вони отримали своє справжнє ім'я, компанія називала їх просто Junior, що відображало юний вік учасників у той момент, коли вони вперше прибули в SM на тренування. Після того, як всі учасники гурту продемонстрували свої таланти, компанія остаточно назвала їх Super Junior з суфіксом 05 (Super Junior 05), який означав перше покоління СуДжу. Super Junior 05 вперше з'явилися на корейському каналі MNet 11 вересня 2005, однак це шоу не транслювалося аж до 26 травня 2006 року, коли його показали як частину Super Junior Show, першого документального фільму про гурт.
Гурт Super Junior 05 дебютували 5 листопада 2005 на каналі SBS в музичній програмі Popular Songs з синглом «TWINS (Knock Out)». Цифровий сингл, що складається з п'яти треків, був викладений для онлайн доступу 8 листопада 2005.
Перший альбом, Super Junior 05 (TWINS), вийшов через місяць і за місяць розійшовся тиражем в 28,536 копій, що дозволило йому зайняти 3 місце в грудневому чарті. Того ж місяця вони записали спільний сингл з гуртом DBSK «Show Me Your Love», який став найбільш продаваним синглом грудня 2005 року.

### 2006—2007: Сингли U, Don't Don
Після того, як була закінчена промо-акція «TWINS (Knock Out)» та «Show Me Your Love», Super Junior 05 випустили свій другий сингл — «Miracle» в лютому 2006 року, який став першим синглом гурту, що досяг першої позиції в онлайн чартах Південної Кореї і в міжнародному музичному чарті Таїланду. Після того, як закінчилася розкрутка цього синглу, SM Entertainment почав відбір нових учасників гурту для наступного покоління СуДжу — Super Junior 06. Компанія навіть склала список хто покине гурт, але закінчилося все тим, що нікого з старих членів не прибрали, а в травні 2006 року додали тринадцятого мембера (Kyuhyun) та відмовилися від ідеї щорічного оновлення складу гурту, і офіційною назвою стала просто Super Junior.

### 2008—2009: Музичний прорив гурту
2009 року був створений офіційний фан-клуб ELF («Ever Lasting Friends»). Офіційний колір групи — перламутровий темно-синій (англ. pearl sapphire blue).

### 2014: Повернення гурту та Super Show 6
У серпні 2014, SM Entertainment оголосило, що Ітик та Хічоль повертаються до діяльності гурту. Реліз сьомого студійного альбому Mamacita відбувся 29 серпня в інтернеті, та 1 вересня надійшов у продаж. За три дня продажу, альбом зайняв першу позицію у світовому чарті Billboard.
Super Show 6 розпочалось у вересні 2014 року. Перші три концерти відбулись у Сеулі, від 19 до 21 вересня 2014 року. А 21 вересня відбувся 100 концерт гурту. Super Junior стали першим корейським гуртом, що відіграв 100 концертів (у тому числі й поза Азією).
27 жовтня, Super Junior, випустили особливий реліз альбому, який отримав назву This Is Love.

### 2015–теперішній час: Devil, Magic та Label SJ
8 липня 2015 року SM Entertainment оголосило, що Єсон повертається до діяльності гурту. Випуск музичного альбому Devil був присвячений 10 річниці гурту. Головна пісня альбому стала номером один у чарті iTunes, а Billboard відмітив цю пісню, як «Best Single In Years».
Вперше цю пісню гурт презентував на заключних концертах Super Show 6 у Сеулі. Super Junior виступили з 4 піснями з цього альбому «Devil», «We Can», «Don't Wake Me Up» та «Alright». 16 серпня гурт здобув перемогу у номінаціях «International Arist» та «Best Fandom» на Teen Choice Awards. 18 серпня у своєму інстаграмі Кібом (який не брав участь у роботі гурту з 2009 року) оголосив, що офіційно покинув гурт.
10 вересня 2015 року SM Entertainment повідомило, що 16 вересня Super Junior випустять альбом «Magic».
6 листопада 2016 року SM Entertainment створили особливий музичний лейбл SJ, який займатиметься виключного гуртом Super Junior. 
У 2022 році Super Junior випустили сингл-альбом «The Road: Winter for Spring».

## Учасники
У 2009 році Ханген подав судовий позов проти агенції S.M. Entertainment. Хоча, він переміг у судовій тяганині у 2010 році, офіційно він покинув гурт 27 вересня 2011 року.
18 серпня 2015 року, Кібом написав у своїх соціальних мережах, що дія його контракту з агенцію SM Entertainment припинена.

### Основні учасники
- Ітик
- Хічоль
- Йесон
- Кюхен
- Шиндон
- Инхьок
- Ши Вон
- Донхе
- Реук

### Основні учасники (тимчасово не активні)
- Сонмін

### Колишні учасники
- Ханґьон
- Кібом
- Канін

## Дискографія
| Альбоми корейською мовою: - Twins (2005) - Don't Don (2007) - Sorry, Sorry (2009) - Bonamana (2010) - Mr. Simple (2011) - Sexy, Free & Single (2012) - Mamacita (2014) - Devil (2015) | Альбоми японською мовою: - Hero (2013) |

## Музичні тури та концерти
| Основні музичні тури - Super Show\|The 1st Asia Tour — Super Show (2008—2009) - Super Show 2\|The 2nd Asia Tour — Super Show 2 (2009—2010) - Super Show 3\|The 3rd Asia Tour — Super Show 3 (2010—2011) - Super Show 4\|Super Junior World Tour — Super Show 4 (2011—2012) - Super Show 5\|Super Junior World Tour — Super Show 5 (2013—2014) - Super Show 6\|Super Junior World Tour — Super Show 6 (2014—2015) Фан тури - Super Camp (2015—2016) Співпраця - SMTown Live '07 Summer Concert (2007) - SMTown Live '08 (2008—2009) - SM Town Live '10 World Tour (2010—2011) - SM Town Live World Tour III (2012—2013) - SM Town Week — Treasure Island (2013) - SM Town Live World Tour IV (2014—2015) - SM Town Live World Tour V (2016–) | Музичні тури під гуртів - Super Junior-K.R.Y. - Super Junior-K.R.Y. The 1st Concert (2010—2011) - Super Junior-K.R.Y. Special Winter Concert (2012—2013) - Super Junior-K.R.Y. Japan Tour (2015) - Super Junior-K.R.Y. Asia Tour (2015) - Super Junior-D&E - Super Junior-D&E The 1st Japan Tour (2014) - Super Junior-D&E The 2nd Japan Tour (2015) - Super Junior-D&E Asia Tour (2015) Сольні музичні тури - Super Junior-Kyuhyun - The Agit: Kyuhyun And It's Fall Again (2015) - Super Junior Kyuhyun Japan Tour: Knick Knack (2016) - Super Junior-Ryeowook - The Agit: Ryeowook Everlasting Star (2016) - Super Junior-Yesung - The Agit: Yesung — Sweet Coffee (2016) - Super Junior Yesung Japan Tour: Books (2016) |